# Ексен Сервенка
Ексен Сервенка (Чикаго, 1. фебруар 1956) америчка је певачица, уметница и песникиња. Најпознатија је као певачица калифорнијског панк рок бенда Х.

## Биографија
Рођена је 1. фебруара 1956. године у Чикагу. У периоду од 1980. до 1985. била је удата за музичара Џона Доа. Другог мужа, глумца Вига Мортенсена упознала је 1986. године на сету фимлске комедије Salvation! Мортенсен је глумио њеног мужа у филму. Венчали су се 8. јула 1987. године, а Сервенка је 28. јануара 1988. године родила сина Хенија Блејка Монтерсена. Са мужем је живела у Ајдаху, раздвојили су се 1992. године, а развели пет година касније.
Сервенка се удала за музичара Џејсона Еџа, који је наставио да свира у њеном бенду Original Sinners. Убрзо након тога су се развели. Након тога, певачица се преселила из Лос Анђелеса у Џеферсон Сити на период од 4 године, а након тога вратила у Јужни Калифорнију. Тренутно живи у Округу Оринџ у Калифорнији.
Сервенка је 2. јуна 2009. године објавила изјаву у којој открива да јој је дијагностикована мултипла склероза. Године 2011. певачица је изјавила да јој је постављена погрешна дијагноза. Ипак, певачица је отказала пролећну турнеју. Током јула 2015. године у интервјууу, Џон До је рекао да су Сервенки поставили погрешну дијагнозу и да она не болује од мултипле склерозе, већ да је здрава.
Певачица је као самозвани „завереник“, изазвала полемику на друштвеним мрежама и на Јутјубу који користи под корисничким именом „Christine Notmyrealname”, где подржава теорије завере, укључујући и став да су пуцњаве на Ајла Висти 2014. превара која је створена да се створе строже закони о контроли оружја. После реакције, издала је извињење на свом Фејсбук, Твитер и Јутјуб налогу, а видео снимци о теоријама завере са њеног канала више нису доступни за гледање.

## Каријера
Двадесетједногодишња Сервенка, упознала је музичара Џона Доа, који је имао двадесет и три године у песничкој фондацији у Лос Анђелесу и почела тамо да ради. Били Зум (гитара) и Џон До (бас и вокал), основали су бенд Х, 1977. године са диск џокејом Боунбрејк, који је био бубњар. До је убрзо затражио од Сервенке да им се придружи као ко-вокал, а дуо је такође био и главни стваралац бенда. Деби албум под називом Los Angeles објавили су 1980. године, а наредних шест година још пет албума.
Дејв Алвина из бенда The Blasters био је накратко члан бенда Х и научио Сервенку да свира гитару.
Године 1982. Сервенка је објавила књигу под називом Adulterers Anonymous у сарадњи са уметницом Лидијом Ланч. Она и Лидија су такође издале албум под називом Rude Hieroglyphics 1996. године и имале турнеју како би подржале пројекат. У периоду од 1996. до 1999. Џон Рекер и Сервенка били су сувласници продавнице у Лос Анђелесу која је носила назив You've Got Bad Taste. Продавница се специјализовала за кич и разне новине „у боји“.
Године 1999. као Ексен Червенкова, појавила се у култном споту Decoupage 2000: Return of the Goddess заједно са Карен Блек и бендом L7. Рецитовала је песму They Must Be Angels.
Сервенкини часописи и мешовити колажи 2005. године изложени су на самосталној изложби под називом America the Beautiful у Музеју уметности Санта Моница. Кустос изложбе су били Кристин Мекнеа и Мајкл Данкан. Проширена верзија изложбе била је у Њујорку у јануару 2006. године.

## Дискографија

### X

#### Синглови, саундтрекови, компилације и др.
- 1978: Adult Books/We're Desperate 7 (Dangerhouse Records)
- 1979: Yes L.A. compilation (Dangerhouse Records)
- 1980: The Decline of Western Civilization (Spheeris Films/Slash Records): Beyond and Back, Johnny Hit and Run Paulene, Nausea, Unheard Music, We're Desperate
- 1980: No Questions Asked by Flesh Eaters (Slash Records)
- 1982: Urgh! A Music War (A&M Records)

#### Албуми
- 1980: Los Angeles (Slash Records)
- 1981: Wild Gift (Slash Records)[25]
- 1982: Under the Big Black Sun (Elektra Records)
- 1983: More Fun in the New World (Elektra Records)
- 1985: Ain't Love Grand! (Elektra Records)
- 1987: See How We Are (Elektra Records/Asylum Records)
- 1988: Live at the Whisky a Go-Go (Elektra/Asylum Records)
- 1993: Hey Zeus! (Big Life Records)
- 1995: Unclogged (Infidelity Recordings/Sunset Boulevard)[26]
- 1997: Beyond and Back: The X Anthology (Elektra Records)
- 2004: The Best: Make the Music Go Bang! (Elektra Records/Rhino Records)
- 2005: X – Live in Los Angeles (Shout! Factory)
- 2020: Alphabetland (Fat Possum Records)

### The Knitters
- 1985: Poor Little Critter on the Road (Slash Records/Rhino Records)
- 2005: The Modern Sounds of the Knitters (Zoë Records)

### Соло
- 1989: Old Wives' Tales (Rhino Records)[27]
- 1990: Running Sacred (RNA (Rhino New Artists))
- 1994: Exene Cervenka (Wordcore Volume 7) 7" (Kill Rock Stars)
- 1995: Surface To Air Serpents (213CD/Thirsty Ear Recordings)
- 2009: Somewhere Gone (Bloodshot Records)[28]
- 2011: The Excitement of Maybe (Bloodshot Records)[29]

#### Бенд
- 1997: Life Could Be A Dream (Lookout Records)
- 2002: Original Sinners as Original Sinners (Nitro Records)
- 2006: Sev7en as Exene Cervenka and the Original Sinners (Nitro Records)

#### Остало
- 1985: Wanda Coleman, Exene Cervenka: Twin Sisters LP (Freeway). 1. фебруар, 1985.
- 1995: Lydia Lunch & Exene Cervenka: Rude Hieroglyphics (Rykodisc), 20. март 1985.
- 1999: Decoupage 2000: Return of the Goddess. Читање поеме They Must Be Angels.[24]
- 2012: John Doe & Exene Cervenka: Singing and Playing (Moonlight Graham Records). Снимљено 2-3. априла 2010.[30]

### Додатни музички доприноси
- 1994: Applegate, Christina, and Elizabeth Pena. Across the Moon. Los Angeles, CA: Hemdale Home Video. 1994.  978-1-569-20068-1. Music composed by Christopher Tyng & Exene Cervenka
- 1996: Honor: A Benefit for the Honor the Earth Campaign (Daemon Records). "The Future is a War" пева Сервенка
- 1997: G.I. Jane original soundtrack (Hollywood Records). The Future is a War by Auntie Christ
- 1999: One Man's Meat by Viggo Mortensen (Lightning Creek). Сервенка на вокалима и гитари
- 2000: Stoned Immaculate: The Music of The Doors (Elektra Records). "Children of Night" - Пери Фарел и Сервенка
- 2001: Punk-o-rama 2001, Vol. 6 (Epitaph Records). "We're Desperate" by Pennywise with Exene
- 2002: Rise Above: 24 Black Flag Songs to Benefit the West Memphis Three (Sanctuary Records Group). Wasted - Сервенка
- 2009: The People Speak. See How We Are - Сервенка и Џон До
- 2011: Kings and Queens by Blackie and the Rodeo Kings. Made of Love - Сервенка
- 2018: "Queen For A Day" by Skating Polly и Сервенка
- 2018: "Destroying Angels" Garbage, Џон До и Сервенка

### Видео
- The Decline of Western Civilization (1981)
- Urgh! A Music War (1982)
- X: The Unheard Music (1985/1987, video; 1986/1987/2004, DVD; реиздање 2011)[31]
- X - Live in Los Angeles (2005) – Shout! Factory: Концерт снимљен 26. и 27. новембра 2004. године.  978-0-738-93185-2

## Радови и публикације
- Lunch, Lydia, and Exene Cervenka. Adulterers Anonymous. New York: Grove Press. 1982.  978-0-394-62412-9.
- The 1984 Calendar of Olympic Games, Music & Orwellian Dates. 1984.
- Bad Day: A Short Film by Modi Frank and Exene Cervenka. Архивирано на веб-сајту  (10. фебруар 2021) (1986)[32][33]
- Mohr, Bill, and Sheree Levin. Poetry Loves Poetry: An Anthology of Los Angeles Poets. Santa Monica, CA: Momentum Press. 1985.  978-0-936-05450-6.[34]
- Jarecke, Kenneth, and Exene Cervenka. Just Another War. Joliet, Mont: Bedrock Press. 1992.  978-0-963-47840-5.[35]
- Cervenka, Exene. Virtual Unreality. Los Angeles: 2.13.61 Publications. 1993.  978-1-880-98515-1.
- Cervenka, Exene. "Consumption." Details Magazine, јул 1993.
- Cervenka, Exene. "Acres of Defeat." Raygun Magazine, јануар 1993.
- Cervenka, Exene. "Midnight Black." L.A. Weekly Magazine, Best of L.A. Issue, 1993.
- Lake, Bambi, and Alvin Orloff. The Unsinkable Bambi Lake: A Fairy Tale Containing the Dish on Cockettes, Punks, and Angels. San Francisco: Manic D Press. 1996.  978-0-916-39742-5. Introduction by Exene Cervenka
- Snowden, Don, and Gary Leonard. Make the Music Go Bang!: The Early L.A. Punk Scene. New York: St. Martin's Griffin. 1997.  978-0-312-16912-1. "Halos Above Our Horns" by Exene Cervenkova. (essay)
- Rollins, Henry. The Best of 2.13.61 Publications. Los Angeles: 2.13.61 Publications. 1998.  978-1-880-98562-5.
- Maybe, Ellyn, and Exene Cervenka. The Cowardice of Amnesia. Los Angeles: 2.13.61 Publications. 1998.  978-1-880-98558-8.
- Hyatt, Michael, and Exene Cervenka. Lucky 13 Postcards. Los Angeles, Calif: s.n., 2000.
- Cervenka, Exene. A Beer on Every Page. 2002.
- Jocoy, Jim, Thurston Moore, and Exene Cervenka. We're Desperate: The Punk Photography of Jim Jocoy : SF/LA 78–80. New York, NY: PowerHouse Books. 2002.  978-1-576-87156-0. "Slivery Moon" (essay)
- Kihn, Greg. Carved in Rock: Short Stories by Musicians. New York: Thunder's Mouth Press. 2003.  978-1-560-25453-9. features short story "Perfect World from Virtual Unreality" by Exene Cervenka
- Cervenka, Exene, and Viggo Mortensen. Magical Meteorite Songwriting Device: Collages. Santa Monica, CA: Perceval Press. 2006.  978-0-976-30092-2.[36]

### Изложбе

#### Самосталне изложбе
- America the Beautiful. Музеј уметности Санта Моника (17. септембар — 26. новембар 2005)
- America the Beautiful. DCKT (7. јануар — 11. фебруар 2006)
- A Fifth of Tomorrow.  (9. јун — 14. јул 2007)
- Sleep in Spite of Thunder. DCKT (23. мај — 18. јул 2008)

#### Изложбе двоје људи
- Exene Cervenka and Wayne White: We're Not The Jet Set. Цртање, колаж и скулптуре.(25. јул — 5. септембар 2009)

#### Групне изложбе
- Hollywood Satan. Mark Moore Gallery, Santa Monica, CA (5 — 25. децембар 1998)
- Forming: The Early Days of L.A. Punk. Архивирано на веб-сајту  (11. август 2017) Track 16 Gallery, Santa Monica, CA (10. апрл — 15. јун 1999)
- Capital Art: On the Culture of Punishment. Архивирано на веб-сајту  (4. март 2016) Track 16 Gallery, Santa Monica, CA (3. фебруар — 31. март 2001)
- Cruel And Unusual: A Benefit For The West Memphis Three. sixspace, Los Angeles, CA (2003)
- Vexing: Female Voices from East L.A. Punk. Архивирано на веб-сајту  (3. фебруар 2014) Claremont Museum of Art, Claremont, CA (18. мај — 31. август 2008); Museo de las Artes, Universidad de Guadalajara, Guadalajara, Mexico (2008–2009)
- Yard Dog, Austin, TX (2009)
- Celestial Ash: Assemblages from Los Angeles. Craft and Folk Art Museum, Los Angeles, CA (11. април — 13. септембар 2009)
- Western Project: The First Six Years. Western Project, Culver City, CA (7. новембар — 30. децембар 2009)
- Tanya Batura / Exene Cervenka / Amir H. Fallah / Will Yackulic. Western Project, Culver City, CA (14. август — 11. септембар 2010)
- Never Can Say Goodbye, No Longer Empty. Архивирано на веб-сајту  (2. октобар 2017) at former Tower Records Store, West 4th Street & Broadway, New York, NY (2010)
- Girls Just Want to Have Funds. P.P.O.W Gallery, New York, NY (2010)
- DCKT @ Miami Project. Midtown Art District (3 — 8. децембар 2013)

#### Exhibition catalogs
- Bessy, Claude, and Edward Colver. Forming: The Early Days of L.A. Punk. Santa Monica, CA: Smart Art Press. 2000.  978-1-889-19544-5. Track 16 Gallery (April 10 – June 5, 1999). Cervenka was co-editor, essay: "Forming: the Early Days of L.A. Punk"
- Botey, Mariana, and Pilar Perez. Capitalart: On the Culture of Punishment. Santa Monica, CA: Smart Art Press. 2001.  978-1-889-19546-9. Track 16 Gallery (February 3 – March 31, 2001)
- Cervenka, Exene. Exene Cervenka: America the Beautiful. Santa Monica, CA: Smart Art Press, 2005.